# Каюм (лагуна)
Каюм — лагуна на северо-востоке полуострова Камчатка.
Находится на территории Карагинского района Камчатского края. Является частью Карагинского залива. Впадает река Каюм и Гыткаткинваям.
Название в переводе с чук. Ӄуйым — «бухта».

## Данные водного реестра
По данным государственного водного реестра России относится к Анадыро-Колымскому бассейновому округу.
Код объекта в государственном водном реестре — 19060000315320000000446.